# Kurtis Kraft Midget
O Kurtis Kraft Midget é o modelo da Kurtis Kraft utilizado em 1959. Foi guiado por Rodger Ward.